# 최인식

최인식(崔仁植, 1906년 2월 6일 ~ 1985년 6월 12일)은 언론인, 체육인, 독립운동가이다. 다른 이름은 최인봉(崔仁峯)이다.

## 생애

### 생애 초기
전라남도 광주읍 마륵리에서 최기호의 4남으로 출생하였다. 광주공립보통학교(현 광주서석초등학교)를 4학년 졸업한 후 1920년 4월 광주숭일학교에 입학하였다. 이 학교에 재학 중 야구부에서 포수로 활동하면서 이때 광주기독청년회(YMCA)주최 '제1회 광주소년야구대회'에 북동팀의 포수로 출전하였고, 이때 장재성(張載性),(후일 1929년 광주학생독립운동의 주동자)은 광주 남동팀의 선수로 출전하여 두 사람은 소년시절부터 친분을 가졌다.
1922년 4월 배재고등보통학교에 진학하여 강매(姜邁, 후일 1931년 조선중앙일보 편집국장)학감, 이중화(李重華),김성호(金成鎬)선생등으로부터 민족의식을 교육받고, 또한 야구부와 축구부에서 이영민(李榮民), 백기주(白基珠) 선수와 함께 활동했다. 여름방학중에는 광주야구대표팀에 선발되어 김복실(투수), 최동문(崔東文, 후일 광주학생독립운동기념탑 건립기성회장), 장재성등과 광주에서 함께 운동했다.

### 청년 시절
1926년 1월 4일 일본 오사카 마이니치신문사 주최 갑자원(甲子園)구장에서 열린 제9회 전일본 중등학교축구선수권대회에 조선 중등팀으로는 최초로 참가한 배재고보팀의 선수로 출전하였다. 이 경기에서 제9회대회의 우승팀 미게사범(御影師範)팀에게 1회전에 대진되어 0:3으로 완패, 배재팀은 초반 탈락했다.
1927년 4월 연희전문 상과에 진학하였다. 연희전문에서도 야구부의 2루수로 백기주, 이영민등과 함께 활동하였다.
연희전문에서 수학시 유억겸(兪億兼), 백낙준(白樂濬,후일 연세대총장, 참의원의장), 조병옥(趙炳玉, 독립운동가, 후일 민주당대통령후보), 최현배(崔鉉培,한글학자), 이순탁(李順鐸, 후일 건국후 초대 기획처장)등 여러 선생님으로부터 민족정신을 교양받았다.
1927년 10월 29일 신간회 광주지회가 설립되자, 광주지역의 유지인 큰형 최당식(崔當植)이 참여하고, 2개월후 1927년
12월 11일 큰형 최당식이 신간회 광주지회 기금부장으로 선출된다.
1928년 4월 동경 법정(法政)대학 상과에 진학했다. 이 동경유학생활중 광주 동향인인 장재성(주오대), 최동문(메이지
대), 김송우(金松宇, 와세다대), 김삼봉(金三峰, 와세다대), 김태일(金泰日, 주오대), 김백원(金白元,법정대)등과
사회과학연구에 몰두하며 어울려다녀 동경 경시청의 요주의인물로 되었다.
1928년 7월 일본유학생 야구팀의 일원으로 최인식은 1루수/2번타자를 맡아 참석하여, 5전5승의 전승을 기록하였다.
이때 투수겸 3번타자는 백기주선수였다.

### 언론인 활동 및 항일활동
1929년 3월 조선일보 기자로 취업하였다. 1929년 9월 조선일보 광주지국 기자로 부임하자 광주청년동맹 위원장이던
장석천(張錫天), 후일 1929년 광주학생독립운동의 지도자)이 최인식을 광주청년동맹 집행위원으로 임명했다.
이런 인연으로 1929년 11월 광주학생사건이 발발하자 1930년 11월까지 발발과정및 재판과정, 옥중소요사건등을 조선일보에
지속적으로 보도하였다. 광주학생사건 발생후 1929년 11월 7일 서울에서 조선청년총동맹(광주청년동맹이 소속한 상위 전국조직)에서 부건(夫健), 조선학생회로부터 이한성(李漢星), 조선학생과학연구회로 부터
권유근(權遺根), 박일(朴日)이 조사차 광주에 오자, 이들과 강영석(姜永錫), 장석천과 함께 사건진상및 대책을 협의하였다.
그 후 1929년 11월 신간회 광주지회장겸 조선일보 광주지국장 정수태(丁洙泰)로부터 시위자금 500원을 장석천(신간회광주지회 상무간사)과 함께 받았다.
제2차 시위(11월 12일)에 사용할 시위구호와 삐라구호를 결정하는데 장석천, 다른 학생들과 함께 결정에 참여하였다.(주1)

1929년 12월 3일 시위자금을 지원한 후 서울의 상황이 궁금했던 신간회광주지회장 정수태와 기금부장 최당식(최인식의 큰형)은 서울에 올라왔다가 종로경찰서 고등계에 피검되었다.
형 최당식이 피검 된이후 서울상황이 궁금해진 최인식은 12월중순 강영석(姜永錫/신간회 광주지회원), 이항발(李恒發/나주지역의 노동운동가,서울청년회계열) 와함께 평소 이항발과 친분 이있
던 고하(古下) 송진우(宋鎭宇)의 집을 밤중에 방문  3천원을 시위자금으로 지원받았다. 그런데 송진우는 당시 최창학, 현상윤등과 담소중이었는데  마치 이들이 들으라는듯 "내게 그 런큰 돈은 없소.
저녁식사나 하시오" 라고 말하면서 봉투를 찔러주었다.  밖에 나와 세어보니  3천원이었다.(주2)
1930년 11월 8일 장석천등이 피검되어 광주청년동맹의 임원보충이 필요해 이루어진 선거에서 최인식은 집행위원으로 재선임되고, 위원장대리에는 서재익(徐在益)이 선출되었다.
1932년 1월 항일 비밀결사 전남노농협의회의 세포조직에 가입하였다. 1932년 2월 광주청년동맹의 집행임원을 사임하였다. 그 후 1932년 6월 2일 전남노농협의회사건이일본경찰에 발각되어 전조직이 피검될 때
최인식도 피검되었다. 미결옥고를 치르다가 1933년 11월 18일 기소유예로 불기소처분되었다.(주3)

다시 조선일보사의 입사권유로 1935년 3월 조선일보에 재입사하고 전남특파원으로 임명되었다. 1935년 여름 안창호(安昌浩), 독립운동가)가 출옥한후 광주방문시 광주지역 항일유력인사들의 환영연을 조직하여,
이런 사유로 일본경찰의 조사를 받았다.
1940년 1월 폐간에 대비한 조선일보 방응모(方應謨)사장, 이훈구(李勳求)주필, 함상훈(咸尙勳)편집국장, 각도 특파기자 6명이 참석한 대책회의에 참석하였다.(주4)
1940년 8월 조선일보 폐간으로 조선일보를 사임하였다.

### 해방 후의 정치활동과 언론활동
1945년 8월 15일 해방을 맞이하자, 1945년 8월 17일 전남 건국준비위원회에 주동적으로 참여하여, 위원장에 최흥종(崔興琮), 3.1운동시 광주지역지도자)목사, 부위원장에 김시중(金時中, 전 신간회 중앙집행위원,
신간회 장성지회장), 강해석(姜海錫, 전 고려공산청년회 지도자), 총무부장에 국기열(鞠錡烈, 전 동아일보 편집인), 치안부장에 이덕우(李德宇, 변호사), 재무부장에 고광표(高光表, 대창석유대표, 후일 한민당
광주시당 위원장), 조직부장 김범수(金範洙, 조선공산당 지하조직관여, 의사), 산업부장 한길상(韓吉祥, 3.1운동 제4차조선공산당사건으로 옥고)과 함께 최인식은 선전부장에 피선되었다. (주5)
중앙건준이 좌익과 중도인사들만의 조직이었지만 전남건준은 좌우익을 모두 망라한 통합된 건국준비조직이었다.
전남도지사 야기(八木)를 방문하여 행정권 인수를 협의하였으나, 야기지사가 중앙건준의 신임장을 가져오면 인수하겠다고 회피함에 따라, 중앙건국준비위원회의 신임장을 얻기 위해 8월 18일 전남건준 대표단 김시중(金時中, 전남건준 부위원장), 김범수(金範洙, 전남건준 조직부장), 강해석(姜海錫, 전남건준 부위원장), 최인식(전남건준 선전부장), 고광표(高光表, 전 동아일보 주주) 5명중 한명으로 서울에 갔다. 이때 광주에서 은신, 도피하고 있던 박헌영(朴憲永), 조선공산당 지도자, 후일 북한의 부수상겸 외상)을 김범수의 소개로 상경하는 트럭에 함께 태우고 서울로 왔다.(주6)

1945년 9월 20일 전남건국준비위원회가 전남인민위원회(위원장 박준규 朴準圭, 광양출신의 노농운동가)로 바뀌자 최흥종 위원장, 김시중 부위원장, 최인식 선전부장, 고광표 재무부장은 이때 건국준비위원회에서
물러났다. 최인식은 원래의 언론인의 자리로 돌아가 전남지역의 최대 신문이었던 호남신문(湖南新聞, 일제시 일인신문 전남신보의 시설과 사옥을 인수)의 편집국장이 되었다. 이때 호남신문의 사장은 노산(鷺山) 이은상(李殷相)이었다.
호남신문은 한글학자인 사장 이은상의 뜻에 따라 한글전용 신문이었고, 한국 최초의 가로쓰기 신문으로 한국언론사에 획기적인 존재가 된다.

1946년 8월 18일 미국군정을 비판하는 기사로 호남신문이 2개월간 정간처분을 당하자, 지방지로서 언론자유의 한계를 느끼고, 1946년 10월 호남신문 편집국장을 사임하고, 마침 조선일보의 홍종인(洪鍾仁) 정경부장
이 편집국장으로 승진하고, 공석이던 조선일보 정경부장으로 조선일보에 재입사하게 되었다.
1948년 9월 8일 조선중앙일보(일제시부터 조선일보, 동아일보와 함께 민족 3대지로 알려져 있었음)의 편집국장으로 취임하였다. 조선중앙일보의 편집국장으로 재임하고 있던 기간중 담수회(淡水會), 현 관훈클럽의
전신, 서울지역의 신문, 통신 편집국장들의 모임)의 활동에 적극 참여하였다.

1949년 12월 정부가 언론통제를 사전, 사후에 강화하는 신문지법(新聞紙法)을 정부법률안으로 국회에 제출하자, 12월 17일 담수회, 신문기자협회, 언론협회와 공동으로 이승만대통령에게 신문지법의 철폐를 요청하는 성명서를 발표하였다. 또 1949년 좌익기자들이 장악하고 있던 서울신문(일제하 매일신문이 개칭한 것)의 좌익 당파성을 정부가 문제삼아 1949년 5월 3일 서울신문이 발행정지 처분을 당하였다.
이때 담수회에서는 5월 5일 이승만 대통령에게 재고를 요청하는 건의서를 발송하였다. 이 건의서에는 동아일보 고재욱 편집국장, 조선일보 홍종인 편집국장, 조선중앙일보 최인식 편집국장, 합동통신, 경향신문,
한국일보등 서울의 일간신문과 통신사들의 편집국장이 서명하였다. (주7)
1950년 5월 15일 조선중앙일보 편집국장을 사임하고, 한때 이은상, 이한상(李漢相, 이은상의 아우)형제와 함께 사업을 하다가 6.25를 맞이하여 폐업하고, 6.25중에는 부산으로 피난하여 1951년에는 부산 민주일보
의 논설위원으로 있었고, 1952년 전반에 처가가 있던 전주에 돌아와 전주 태백신문사의 객원 시사평론가로 활동했다.
1952년후반에 고향인 광주에 돌아와 호남신문 편집국장에 취임하여 사장 이은상과 함께 호남신문 재건작업에 착수하였다. 그러나 이때까지 호남신문이 아직 적산(敵産)의 성격을 완전히 벗지 못해 경영
권이 정부당국의 입김에 의해 좌우되었다.
1954년 2월 자유당 정부는 당시 원내 자유당(이기붕 (李起鵬)이 지도자)과 원외 자유당(민족청년단장 이범석 (李範奭)이 지도자)이 당내 권력투쟁을 벌리고 있을 때였는데, 이은상은 이범석계열로 지목되어 호남신문의
경영권을 빼앗기고, 대신 자유당 국회의원이었던 김철주(金哲柱)에게로 넘어갔다. 사장이 바뀌면서 최인식도 호남신문 편집국장에서 물러나고, 1954년 2월 목포일보(木浦日報), 사장 김문옥 金文玉 가수 남진의 부친)
의 주간겸 편집국장으로 취임하였다.
1955년 6월 조선대학교 총장겸 광주신보 사주이던 박철웅(朴哲雄)의 청빙을 받아, 광주신보 부사장겸 편집국장으로 취임하였다. 이때부터 광주의 허백련(許百鍊)화백이 이끌고 있던 연진회(鍊眞會)에 비화가 회원으로
가입하였다. 이때 전남지역의 많은 화가, 서예가들과 친교를 맺게되었다.
1957년 3월 1일 광주학생독립운동 희생자동지회(후일 광주학생독립운동 동지회로 개칭)의 창립회원으로 참여하였다.
1957년 한국신문편집인협회 이사로 선임되었다.

1959년 8월 30여년간의 언론인생활을 정리하는 평론집 '민족의 당면과업'을 출간하였다.
1960년 6월 4.19혁명의 여파로 광주신보가 폐간되자, 1960년 후반 호남신문 부사장에 취임하여, 사장 원창규(元暢圭)와 함께 호남신문 재건작업에 몰두하였느나, 호남신문이 수년간의 적자로 폐간하였다.
이로써 언론계를 완전히 떠났다.
1963년 11월 18일 제5대 대통령 당선자 박정희 민주공화당총재가 광주에 당선후 처음으로 방문하였을 때, 지역유지들과의 간담회에서 최인식이 광주학생독립운동 기념관 건립을 건의하여 즉석에서 박정희당선자
가 이를 수락하여 1964년에 정부의 예산지원과 부지제공으로 광주학생독립운동 기념관이 건립되었다.
1985년 6월 12일 광주시 서구 화정동 주공아파트 자택에서 별세하였다.

## 참고 문헌
- (주1) 국가보훈처, "독립운동사", 제10권 766쪽; 국사편찬위원회, "한국독립운동사" 제4권 33쪽
- (주2) 전남매일신문  1976년 10월 15일 3면 인물개화  '무송  현준호  편 33회 기사
- (주3) 광주지방법원 소화 昭和 7년 형사기록 제2397호호
- (주4) "조선일보 70년사", 제1권 368-381쪽
- (주5) 광주시사 市史, 제2권 492-495쪽, 1980년 2월
- (주6) "중앙일보" 1973년 4월 7일, 박갑동 朴甲東기술 "남기고 싶은 이야기들"
- (주7) 이해창 李海暢, "한국신문사연구" 88-94쪽
- <격랑, 역사의 현장에서>, 전남대학교 학생독립운동연구단,2010.10